# Germany Must Perish!

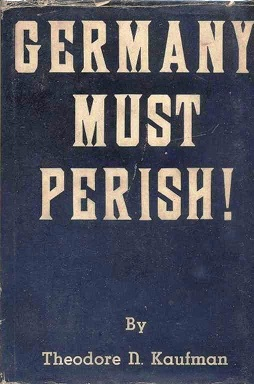
Ấn bản đầu tiên

Germany Must Perish! (tạm dịch: Nước Đức phải bị diệt vong!) là cuốn sách dài 104 trang được Theodore N. Kaufman viết và tự phát hành vào năm 1941 tại Hoa Kỳ. Cuốn sách này cổ xúy diệt chủng toàn bộ dân tộc Đức thông qua hình thức triệt sản tất cả người Đức, đồng thời kêu gọi các nước châu Âu phân chia lãnh thổ nước Đức và qua đó thế giới sẽ có được hòa bình. Kaufman thành lập Argyle Press ở Newark, New Jersey, Hoa Kỳ, để xuất bản cuốn sách này. Ông là chủ sở hữu duy nhất của Argyle Press và mọi người vẫn không biết là ngoài cuốn sách này ông có còn xuất bản bất kỳ ấn phẩm nào khác không.
Mặc dù đây là một cuốn sách tự xuất bản của một tác giả vô danh, nhưng nó đã được khá nhiều người chú ý.  Vì Kaufman là một người Mỹ gốc Do Thái, nên Đảng Quốc Xã đã sử dụng cuốn sách để lồng ghép vào lập luận của họ rằng người Do Thái đang âm mưu chống lại nước Đức và củng cố hơn nữa lập trường bài Do Thái của họ.

## Nội dung
Kaufman cổ xúy việc tiêu diệt hàng loạt thông qua việc triệt sản bắt buộc đối với người dân Đức và kêu gọi các quốc gia châu Âu phân chia lãnh thổ nước Đức sau chiến thắng của quân Đồng Minh trong chiến tranh thế giới thứ hai.
Kaufman tóm lược nội dung của Nước Đức phải bị diệt vong! ở mục quảng cáo trên tờ The New York Times và New York Post như sau: "Một tập truyện cực kỳ hấp dẫn phác thảo kế hoạch tiêu diệt nước Đức và kèm theo đó là bản đồ phân chia lãnh thổ của quốc gia này."  Trong một cuộc phỏng vấn được thực hiện vào ngày 26 tháng 9 năm 1941 của tạp chí The Canadian Jewish Chronicle, Kaufman tỏ rõ quyết tâm kiên quyết thực hiện kế hoạch của mình về việc "triệt sản tất cả người Đức" với phát biểu:

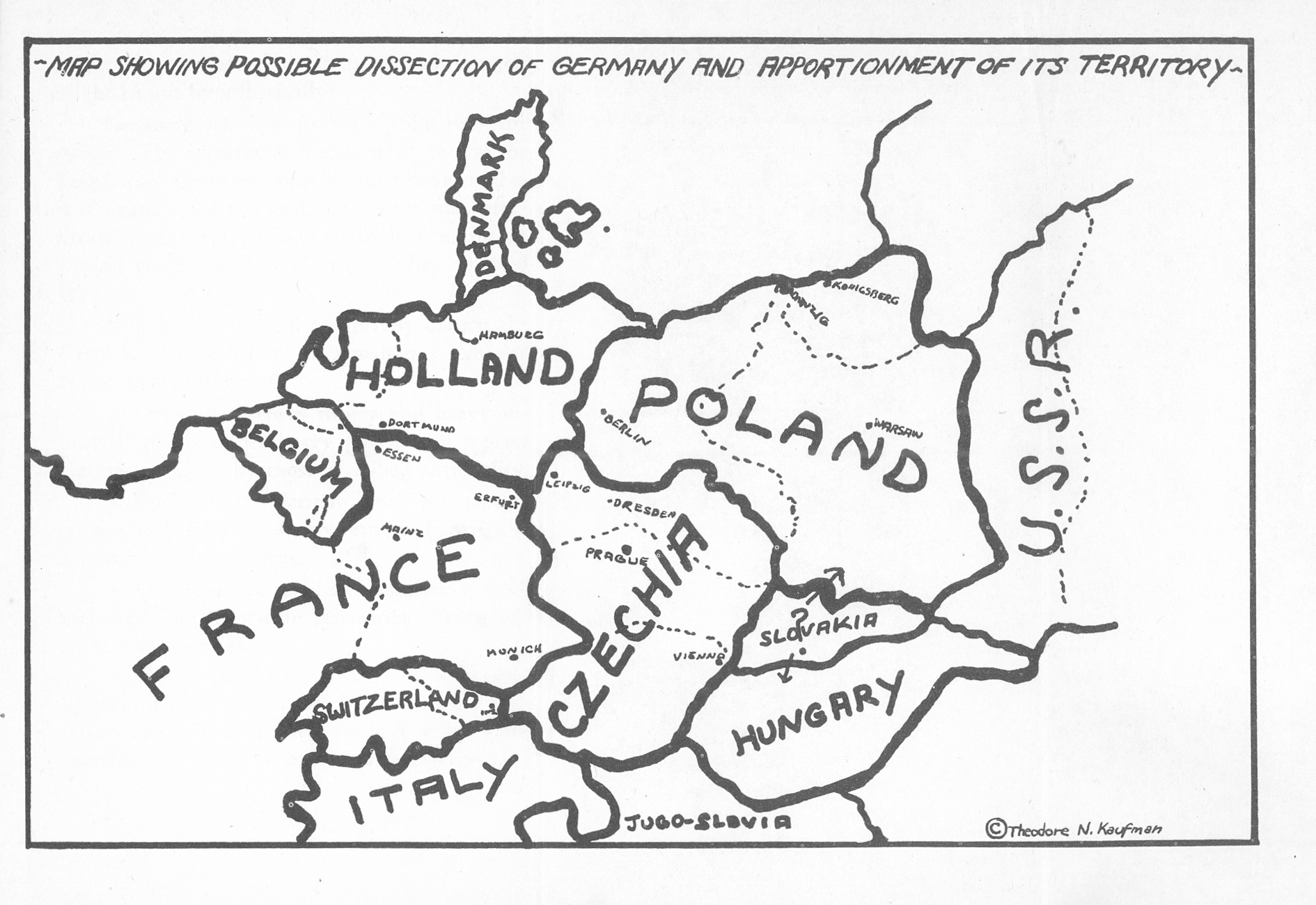
Bản đồ theo đề xuất của Kaufman về việc phân chia và sát nhập lãnh thổ nước Đức (kể cả lãnh thổ nước Áo)

Tôi tin rằng người Do Thái có một sứ mệnh với thế giới này. Họ phải tận mắt nhìn thấy tất cả các quốc gia trên thế giới cùng nhau hợp thành một liên bang rộng lớn. "Ngay bây giờ hãy Hợp nhất" là điểm bắt đầu cho sự kiện này. Điều này cần thời gian nhưng chắc chắn thế giới sẽ phát triển thành một thiên đường. Chúng ta sẽ đạt được một nền hòa bình vĩnh viễn. Và người Do Thái sẽ cố hết sức có thể để biến liên bang này thành sự thật, bởi vì họ sẽ là những người có được nhiều thứ từ việc này. Nhưng làm thế nào chúng ta có thể có được hòa bình nếu nước Đức vẫn còn tồn tại? Cách duy nhất để có được một nền hòa bình vĩnh cửu là phải trừng phạt thật nặng nề những kẻ thích gây chiến tranh và phải cho bọn chúng nếm mùi đau khổ còn hơn cả chính cuộc chiến chúng đã tạo ra. Tội giết người là một tội không thể dung thứ, phải không? Vâng, mọi cuộc chiến tranh khủng khiếp trên thế giới này đều bắt nguồn từ nước Đức. Vậy nên chúng ta hãy triệt sản toàn bộ dân tộc Đức và như thế các cuộc chiến tranh nhằm mục đích thống trị thế giới sẽ không còn nữa!

## Sự tiếp nhận ở từng quốc gia

### Tại Mỹ
Mặc dù đây là một cuốn sách tự xuất bản của một tác giả vô danh, nhưng nó đã được khá nhiều người chú ý. Tạp chí Time đã đăng một bài đánh giá về nó trong số ra ngày 24 tháng 3, so sánh cuốn sách với bài tiểu luận châm biếm A Modest Proposal được viết vào năm 1729 của Jonathan Swift, khi ông đề xuất phương án giảm áp lực dân số ở Ireland bằng cách ăn thịt trẻ sơ sinh của các gia đình nghèo. Tuy nhiên, tạp chí Time đã nhận ra rằng tác phẩm của Kaufman không phải là tác phẩm châm biếm; họ mô tả cuốn sách như là "sự lưu giữ của một ý tưởng giật gân". "Vì người Đức là những kẻ luôn phá hoại nền hòa bình thế giới, theo những gì được ghi trong cuốn sách thì họ phải bị xử lý như bất kỳ tội phạm giết người nào. Nhưng không cần thiết phải tiêu diệt toàn bộ nước Đức. Có nhiều cách nhân đạo hơn là phải thực hiện việc triệt sản họ."
Theo một nghiên cứu, những đánh giá tại Mỹ "phản ánh một sự kết hợp kỳ lạ giữa một bản tin thuần túy và chủ nghĩa hoài nghi". Kaufman viết thêm một cuốn sách thứ hai nữa với nội dung vừa phải hơn với tựa đề "Không còn bất cứ cuộc chiến nào liên quan đến người Đức nữa" được xuất bản vào năm 1942, và cuốn sách này không được tiếp nhận ở cả Mỹ và Đức.
Một quảng cáo trên tờ The New York Times có ghi rằng quyển sách này đã được xuất bản ra công chúng vào ngày 1 tháng 3 năm 1941. Kaufman cũng quảng bá cuốn sách bằng cách gửi một chiếc quan tài bằng bìa cứng màu đen nhỏ có nắp đậy cho từng nhà phê bình. Bên trong quan tài là một tấm thiệp với lời tuyên bố: "Đọc NƯỚC ĐỨC PHẢI BỊ DIỆT VONG! Ngày mai bạn sẽ nhận được bản sao của cuốn sách này."
Ngoài bìa của cuốn sách chứa các trích đoạn từ các đánh giá về cuốn sách. Với lời giới thiệu: "Một kế hoạch cho một nền hòa bình vĩnh viễn giữa các quốc gia văn minh! - New York Times."
Vào năm 1945, một nhà báo người Do Thái đã viết một bài báo nêu lên quan điểm của mình về cuốn sách này: "Đây chẳng khác gì những lời phỉ báng mang tính chủ quan của một gã dở người coi nước Đức là nguyên nhân duy nhất của toàn bộ tai ương trên thế giới này".

### Tại Đức
Kaufman là người Do Thái sinh ở Manhattan và chủ trương diệt chủng của ông đã thu hút một sự chú ý lớn tại Đức trong thời kỳ Đức Quốc xã cai trị. Cuốn sách bị tố cáo là một "những hành động kinh tởm có hệ thống mang nặng sự hận thù của người Do Thái" và tư tưởng chống lại dân tộc Đức của Tổng thống Hoa Kỳ Franklin D. Roosevelt được coi là thứ đã truyền cảm hứng cho cuốn sách. Nhà báo người Mỹ Howard K. Smith đã ở Đức lúc Nước Đức phải bị diệt vong! được biết đến. Ông đã viết:
Chưa từng có kẻ nào làm một điều vô trách nhiệm và tai hại với chính nghĩa mà quốc gia của gã đó đang chiến đấu như Nathan Kaufman. Những cuốn sách với nội dung nửa mùa của gã đã cung cấp cho Đức Quốc Xã một trong những loại pháo hạng nhẹ tốt nhất mà chúng từ có, chính quyền Đức Quốc Xã đã sử dụng chúng để khiến người Đức cảm thấy hoảng sợ. Tệ hại hơn là nó còn khiến những người Đức vốn không ưa chính quyền Đức Quốc Xã nay lại quay sang hỗ trợ, chiến đấu và chết để giữ cho Chủ nghĩa quốc xã được tồn tại...

Vào tháng 9 năm 1941, Julius Streicher đã xuất bản một bài luận trên tạp chí Der Stürmer gọi cuốn sách của Kaufman là "tư duy bệnh hoạn của một bộ não Do Thái điên rồ". Ông trích lời Kaufman và sau đó đưa ra nhận xét: "Bằng cách tiêu diệt dân tộc Đức, người Do Thái muốn ngăn chặn nguồn gốc của dòng máu sáng tạo, cội nguồn của tất cả những gì đẹp đẽ, tốt đẹp và cao quý nhất trên thế giới từ thuở sơ khai."  Joseph Goebbels cũng có một bài phát thanh tại Berlin cảnh báo người dân Đức về kế hoạch triệt sản toàn bộ dân tộc Đức đối với những người dưới 60 tuổi. Những lo ngại này đã được chính Adolf Hitler nhắc lại sau khi Hoa Kỳ chính thức tham gia vào Chiến tranh thế giới thứ hai; ông khẳng định rằng triệt sản hàng loạt mọi nam thanh niên Đức chính là mục tiêu "chính" của người Mỹ.
Khi những người Do Thái ở Hanover bị trục xuất vào ngày 8 tháng 9 năm 1941, chính quyền địa phương đã trích dẫn những lời trong cuốn sách của Kaufman chính là một trong những lý do cho hành động của họ. Kaufman liền hồi đáp lại:
Đây chỉ là một cái cớ vớ vẩn khác để biện minh cho sự tàn ác bẩm sinh của người Đức... Tôi không nghĩ rằng chính cuốn sách của tôi đã thúc đẩy sự man rợ này. Họ sử dụng mọi hành động tàn ác có thể có của người Đức đối với người Do Thái từ rất lâu trước khi cuốn sách của tôi được xuất bản.

Cuốn sách xuất hiện trong nhiều tài liệu tuyên truyền của Đức Quốc Xã. Tuần báo tường Parole der Woche đã đưa nội dung cuốn sách này như là một bằng chứng cho thấy các mục tiêu chiến tranh của phe Đồng Minh bao gồm cả việc hủy diệt hoàn toàn nước Đức. Trên cuốn sách nhỏ "Mục tiêu chiến tranh của bọn tài phiệt thế giới" đã trình bày chi tiết nội dung của cuốn sách, mặc dù có một vài đoạn bị trích dẫn thiếu. Nó được sử dụng vào năm 1944 trong cuốn sách nhỏ, "Không bao giờ!" với nội dung mô tả tầm quan trọng của Kaufman:
Chủ tịch Do Thái của Liên bang Hòa bình Hoa Kỳ không phải là một cá nhân vô danh, không phải là một kẻ cuồng tín bị người Do Thái trên thế giới chối bỏ, cũng không bị bệnh tâm thần, mà là đại diện tiêu biểu nhất cho tính cách đặc trưng của lũ Do Thái tại nước Mỹ. Hắn ta thuộc về cái gọi là Roosevelt Brain Trust, là những kẻ vạch kế hoạch và các đối sách chính trị, đồng thời đưa ra lời khuyên cho Tổng thống Mỹ. "Vì thế không còn nghi ngờ gì nữa, cuốn sách của hắn ta và yêu cầu 'nước Đức phải bị diệt vong' là hoàn toàn phù hợp với quan điểm của bọn tài phiệt."

Tại tòa án Nürnberg, Julius Streicher đã trích dẫn cuốn sách của Kaufman để bào chữa cho mình, Streicher tuyên bố rằng sự tức giận của ông đối với người Do Thái là do cuốn sách Nước Đức phải bị diệt vong!. Nhà triết học và sử học người Đức Ernst Nolte lập luận rằng phản ứng của người Đức đối với cuốn sách Nước Đức phải bị diệt vong! ủng hộ luận điểm của ông rằng Chiến tranh thế giới thứ hai là một phản ứng thực sự đối với nỗi sợ hãi của người Đức về một âm mưu của người Do Thái trên toàn thế giới.